# Igor Czugajnow
Igor Walentinowicz Czugajnow (ros. Игорь Валентинович Чугайнов, ur. 6 kwietnia 1970 w Moskwie) – rosyjski piłkarz, grający na pozycji obrońcy, reprezentant WNP i Rosji, trener piłkarski.

## Kariera piłkarska
Wychowanek szkół piłkarskich w Moskwie i Torpeda Moskwa. W Torpedzie zaczynał swoją profesjonalną karierę. Tam również zdobył swoje pierwsze klubowe trofeum - Puchar Rosji w 1993. Najwięcej sukcesów odniósł jednak jako zawodnik Lokomotiwu Moskwa, z którym zwyciężył w czterech edycjach Pucharu Rosji (1996, 1997, 2000 i 2001). Karierę kończył w 2002 jako gracz Urałanu Elista.
W 1992 reprezentował w 4 meczach towarzyskich Wspólnotę Niepodległych Państw. Do występów reprezentacyjnych powrócił po 4 latach, debiutując w drużynie narodowej Rosji. W latach 1997–1998 należał do jej najważniejszych zawodników. Później występował coraz rzadziej. Po raz ostatni zagrał w barwach Rosji w 2002. Ogółem w drużynie rosyjskiej rozegrał 26 meczów.

## Kariera trenerska
W 2003 rozpoczął współpracę z rosyjską federacją piłkarską. Przez trzy lata opiekował się juniorską reprezentacją Rosji. Od 2006 pracował w Zenicie Petersburg. Pełnił tam funkcję selekcjonera i pierwszego trenera zespołu rezerw.